# Every Breath You Take: The Singles
Every Breath You Take: The Singles fou el primer àlbum de compilació de The Police, llançat el 1986. El 1990, l'àlbum es llençava a Nova Zelanda, Austràlia i Espanya amb el nom de Greatest Hits amb una caràtula diferent.

## Cançons
1. "Roxanne" – 3:11
2. "Can't Stand Losing You" – 2:47
  - Cançons 1 i 2 apareixien originalment a Outlandos d'Amour.
3. "Message in a Bottle" – 4:50
4. "Walking on the Moon" – 5:01
  - Cançons 3 i 4 apareixien originalment a Reggatta de Blanc.
5. "Don't Stand So Close to Me '86" – 4:40
  - Versió actualitzada de l'apareguda a Zenyattà Mondatta.
6. "De Do Do Do, De Da Da Da" – 4:06
  - Canço original de l'album Zenyattà Mondatta.
7. "Every Little Thing She Does Is Magic" – 4:19
8. "Invisible Sun" – 3:44
9. "Spirits in the Material World" – 2:58
  - Cançons 7, 8 i 9 apareixien originalment a Ghost in the Machine.
10. "Every Breath You Take" – 4:13
11. "King of Pain" – 4:57
12. "Wrapped Around Your Finger" – 5:14
  - Cançons 10, 11 i 12 apareixien originalment a Synchronicity.

Fonts: